# صورت‌نقره‌ای
صورت‌نقره‌ای (نام علمی: Argiope) نام یک سرده از خانواده عنکبوت‌های گردباف است.